# Villiersdorp
Villiersdorp is een dorp in de regio West-Kaap in Zuid-Afrika. De plaats heeft circa 10.000 inwoners en is gelegen in de buurt van de Theewaterskloofdam, een stuwdam met een hoogte van 38 meter. Het dorp is gesticht in 1843 en heeft als bijnaam die pêrel van die Overberg.

## Subplaatsen
Het nationaal instituut voor de statistiek, Stats SA, deelt sinds de census 2011 deze hoofdplaats in in 3 zogenaamde subplaatsen (sub place):
Goniwe Park • Nuwedorp B • Villiersdorp SP.